# 1er régiment de chasseurs à cheval du royaume d'Italie
Le 1er régiment de chasseurs à cheval du royaume d'Italie dit « Real Italiano » (Royale Italien) est un régiment de cavalerie légère, issue du régiment de chasseurs à cheval de la république cisalpine, puis du 1er régiment de chasseurs à cheval de la république italienne. Le régiment est fondé le 5 juin 1800 et devient le 1er régiment de chasseurs à cheval du royaume d'Italie, le 17 mars 1805 lors de la proclamation du Royaume d'Italie. Le régiment va participer aux guerres napoléoniennes en particulier, où ils s'illustreront, lors des batailles de Guttstadt ou de Dresde. Le régiment sera dissous en 1814 avec la chute du Premier Empire et la fin du royaume d'Italie et sera incorporé sous ne nom de chevau-léger Nostiz N°7 à l'armée impériale autrichienne.

## Historique

### Chasseurs à cheval de la république cisalpine

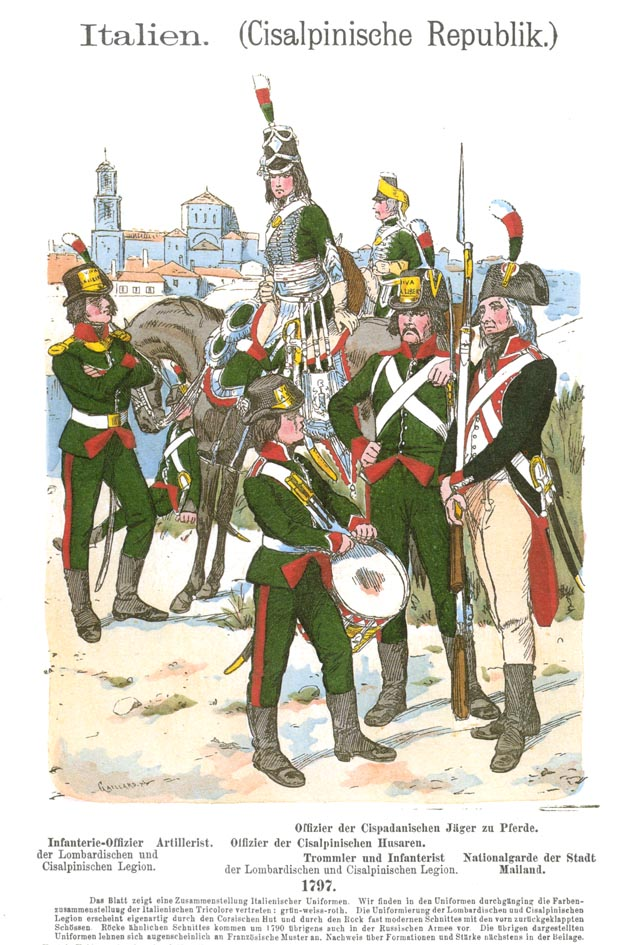
Régiment des chasseurs à cheval de la république cisalpine représenté par Knötel dans le fond.

Le 5 juin 1800, à l'issue de la seconde campagne d'Italie, le Premier Consul, Napoléon Bonaparte, rétablit la République Cisalpine. La nouvelle République fut dotée d'une armée qui comprenait un régiment de cavalerie, sur quatre escadrons avec des éléments de différentes unités, de dragons, de hussards ou de chasseurs à cheval ; le 10 octobre, deux régiments de hussards et deux escadrons de chasseurs à cheval furent formés, et le 30 décembre, il fut décidé de former un régiment de chasseurs à cheval à partir de quatre escadrons. En 1801, le régiment de chasseurs à cheval, stationné à Varèse, vit ses effectifs augmenter, passant de 300 à 900 hommes. Durant cette période le régiment n'est pas engagé dans un conflit et reste en casernement

### Chasseur à cheval de la république italienne
Le 26 janvier 1802, la république cisalpine devient la république italienne. Le régiment fut d'abord transféré à Milan, puis à Vigevano, puis de nouveau à Milan et enfin à Crémone.

### 1errégimentde chasseurs à cheval du royaume d'Italie
Le 17 mars 1805, la république italienne devient le royaume d'Italie, avec Napoléon comme roi et Eugène de Beauharnais comme vice-roi. À cette occasion, le régiment fut rebaptisé régiment de chasseurs à cheval "Real Italiano". L'uniforme du Régiment adopté fut vert avec comme distinctif le jaune. Le régiment fut inclus dans le contingent du général Ottavi et envoyé dans les Pouilles. À l'automne 1806, le régiment fait partie de l'Armée d'Italie et forme, avec le 14e régiment de chasseurs à cheval français, une division des chasseurs à cheval. En janvier 1807, Napoléon demanda aux chasseurs italiens de rejoindre la division italienne de Teulié en Allemagne. Encadrés dans la division de cavalerie légère du général Lasalle, ils se distinguent le 5 juin à la bataille de Guttstadt, mais trois jours plus tard, ils subissent des pertes considérables, à tel point qu'ils ne participent ni à la bataille de Friedland ni à celle de Königsberg. En septembre, le régiment, qui ne comptait alors que 407 hommes, abandonna la division de cavalerie légère française pour rejoindre la division italienne ; à sa sortie, le général Lasalle vanta publiquement les exploits des cavaliers italiens. Les Italiens retournèrent dans leur patrie, accueillis triomphalement, et l'armée du royale était stationnée à Vigevano. À partir du dépôt Royal Italiano fut formé le régiment temporaire qui donna ensuite vie au 2e régiment de chasseurs à cheval du royaume d'Italie. Au cours de l'été 1808, les trois escadrons du régiment revenus de Poméranie furent inclus, avec le 2e régiment de dragons italiens dit Napoléon, dans le groupe du colonel Giovanni Villata à destination de l'Espagne, où ils restèrent jusqu'en 1811. Le 4e escadron fut inclus dans la division Isonzo, sous le commandement de Gasparinetti. En 1809, le 1er régiment de chasseurs à cheval se distingua lors des charges de Valls et Terrassa, combattant alors à Gérone, La Bisbal de Falset, Boriasblancas et Tarega, mais devant souvent combattre à pied lors des sièges, ils virent leurs effectifs se réduire, et le vice-roi demanda à plusieurs reprises à Napoléon s'il était autorisé à les renvoyer en Italie. En 1810, le 3e escadron resta d'Espagne, tandis que le 1er et le 2e allèrent au Tyrol, et que le 4e était à Milan. En septembre est établie la réorganisation de l'armée italienne qui prévoit que le régiment prenne le nom de 1er régiment de chasseurs à cheval. En octobre, le commandant du régiment, Giovanni Villata, fut promu général et le nouveau colonel du 1er régiment de chasseurs à cheval fut le colonel Odier. Les pertes ont été compensées en acceptant des volontaires et en transférant des soldats de l'infanterie. En mars 1813, les cavaliers du 1er régiment de chasseurs à cheval de Gasparinetti formèrent une division avec les dragons du 2e régiment italiens et une batterie montée, qui fut envoyée en Allemagne. Une fois à Dresde, Napoléon dissout la Division et l'attacha à la Division Légère du Ier Corps de Cavalerie. Le 28 mai, sous le commandement du major Sourdieu, le régiment charge les dragons prussiens à Jauer (Panschwitz-Kuckau). Le 2 mars 1814, le 1er régiment de chasseurs à cheval combattit à Parme contre l'avancée des Austro-Napolitains. Après la fin de la guerre, toutes les troupes de cavalerie italienne survivantes furent regroupées dans un régiment de cavalerie autrichien, qui devint plus tard les Chevaux-légers Nostitz Nr. 7.

## Uniforme
L'uniforme est de couleur verte avec des distinctifs jaune. Chaque escadron se compose de quatre compagnies dont une d'élite et trois dite du centre, les compagnie du centre porte la shapka polonaise de couleur noire avec des chevrons argentés, une cocarde verte, rouge et blanche est apposée sous la ganse de cocarde. Un plumet de couleur verte avec un sommet jaune est attaché et à sa base il y a un pompon vert, à noter que le trompette porte le Shako comme pour les officiers. Sur le revers de l'habit, il y a de chaque côté de la veste entre six et huit chevrons. Les cavaliers ont un collet droit de couleur jaune sauf pour la trompette dont les couleurs sont inversées. Les parements sont jaune et ouverts en dessous et sont en pointe, les retroussis sont également jaune. Les cavaliers possèdent une culotte d'équitation à l'hongroise de couleur verte avec un liseré argenté, la trompette à un liseré de couleur jaune. Les jugulaires sont dorées pour les cavaliers et argentées pour les officiers un peu comme pour l'armée impériale russe. Sur la culotte, il y a des trèfles à trois boucle. Les soldats portent des contres épaulettes puis des pattes d'épaules à partir de 1813 où le shako se généralise, la trompette porte des épaulettes argentées comme l'officier et la compagnie d'élite des épaulettes jaune et argentées. La compagnie d'élite porte le Colback avec un plumet et pompon rouge indiquant sont appartenance à cette compagnie. Les bottes portées sont des bottes à l'hongroise, elles sont portées sur ou en dessous de la culotte. L'équipement du cheval se compose d'une chabraque avec son porte manteau, le liseré est jaune pour la compagnie d'élite, large et argenté pour l'officier et juste argenté pour la troupe. Le mouton de chabraque est blanc. Le bonnet de police présente un cor de chasse pour la troupe et une grenade pour la compagnie d'élite. La giberne ne porte pas d'inscription. L'armement se compose d'un mousqueton de cavalerie du modèle 1777 et d'un sabre de cavalerie légère identique à celui porté par les chasseurs à cheval de la Garde impériale. Les chevaux sont de robe Alezan ou Bai, la trompette monte un cheval gris,,.

## Sources
1. ↑  Liliane Funcken, L'uniforme et les armes des soldats du premier empire tome 2, Tournai, Casterman, 1968, 157 p., p. 106 à 109
2. ↑  François-Guy Hourtoulle, André Jouineau, Jean-Marie Mongin et Denis Gandilhon, Eylau-Friedland: la campagne de 1807, Histoire & collections, 2007 (ISBN 978-2-35250-020-9)
3. ↑  Natalia Griffon de Pleineville, Chargez ! la cavalerie au combat en Espagne 1808-1813, l'Esprit du temps, 2022 (ISBN 978-2-84795-538-5)
4. ↑  1808 la campagne d'Espagne, Paris, Gloire et Empire (no 14), 2007, 130 p.
5. ↑  Gilles Boué et Antonin Collet, La bataille de Leipzig, Histoire & collections, coll. « Des batailles et des hommes », 2013 (ISBN 978-2-35250-284-5)
6. ↑  Napoléon en saxe 1813 Lützen Bautzen, Paris, Gloire et Empire (no 39), 2011, 130 p.
7. ↑  François-Guy Hourtoulle et André Jouineau, 1814, la campagne de France ; l'aigle blessé, Histoire et collections, 2005 (ISBN 978-2-915239-55-3)
8. ↑  « CORPS_HIST_ART ART A CHEVAL | HISTUNIF » (consulté le 27 mars 2024)
9. ↑  « CORPS-PLANCHES-CHASSEURS01 | HISTUNIF » (consulté le 27 mars 2024)
10. ↑  André Jouineau et Jean-Marie Mongin, Les Italiens de l'Empereur: 1795-1815, de la légion cispadane à la chute du royaume de Naples, Heimdal, 2019 (ISBN 978-2-84048-547-6)
11. ↑  Liliane Funcken, L'uniforme et les armes des soldats du premier empire tome 1, Tournai, Casterman, 1968, 157 p., p. 152 et 153